# Rivarennes (Indre-et-Loire)
Pour les articles homonymes, voir Rivarennes.
Ne doit pas être confondu avec Rivarennes (Indre).
Rivarennes est une commune française du département d'Indre-et-Loire, de la région Centre-Val de Loire, connue pour sa spécialité culinaire, les poires tapées.
Ses habitants sont appelés les Rivarennais et Rivarennaises.

## Géographie

### Localisation et communes limitrophes
À une trentaine de kilomètres de Tours, Rivarennes est entourée par les communes de Bréhémont, Cheillé, Rigny-Ussé, Saint-Benoît-la-Forêt et Panzoult.
|                       | Bréhémont           |          |
| Rigny-Ussé            | Rivarennes          | Cheillé  |
| Saint-Benoît-la-Forêt | Cravant-les-Côteaux | Panzoult |

### Hydrographie

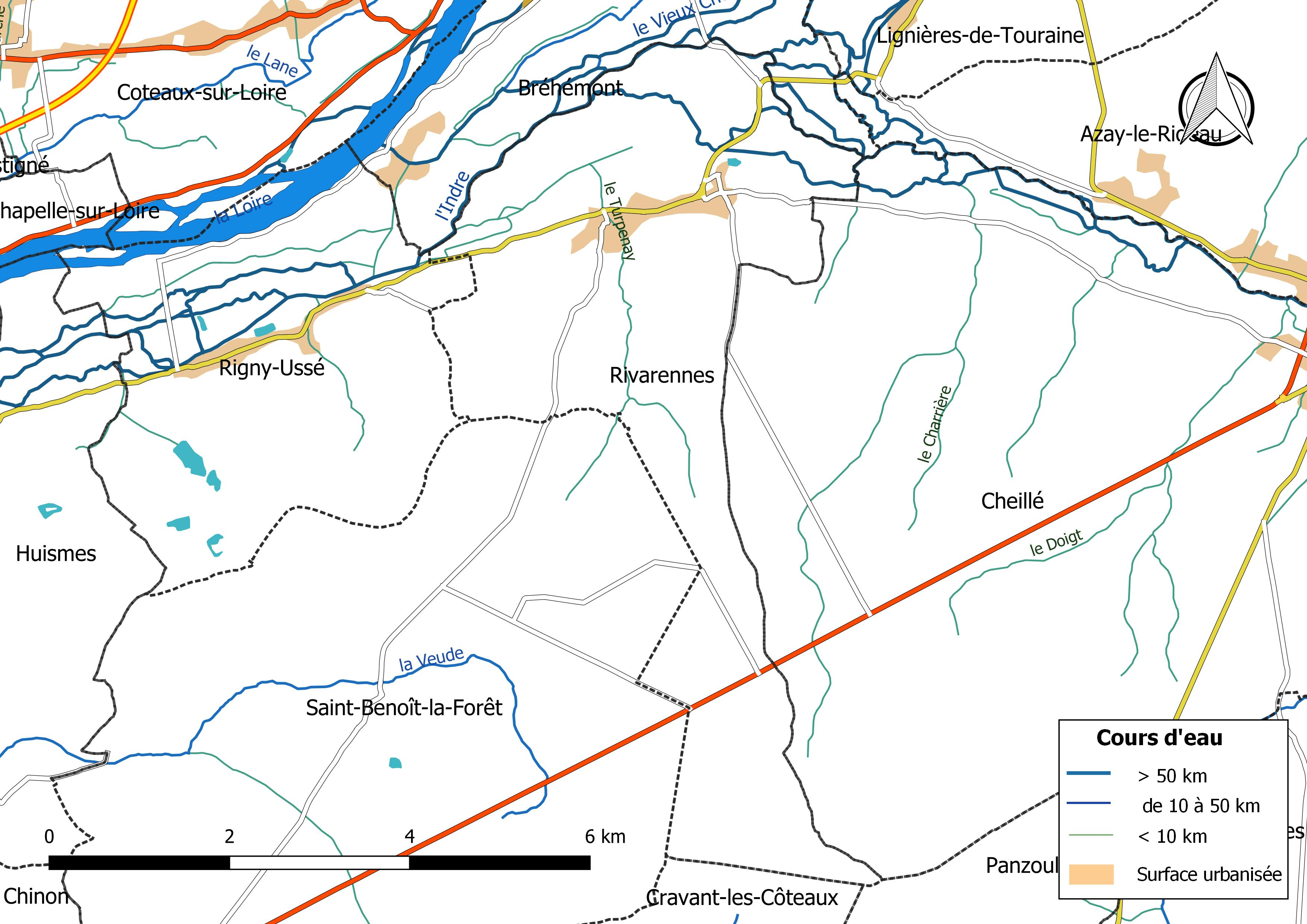
Réseau hydrographique de Rivarennes.

La commune est traversée par l'Indre (1,678 km) au nord-est de son territoire. Le réseau hydrographique communal, d'une longueur totale de 15,72 km, comprend également six petits cours d'eau dont le Turpenay (6,091 km), qui traverse le bourg,.
L'Indre, d'une longueur totale de 279,4 km, prend sa source à une altitude de 453 m sur le territoire de Saint-Priest-la-Marche dans le  département du Cher et se jette  dans la Loire à Avoine, après avoir traversé 58 communes. Les crues de l'Indre sont le plus souvent de type inondation de plaine. Sur le plan de la prévision des crues, la commune est située dans le tronçon de l'Indre tourangelle, dont la station hydrométrique de référence la plus proche est située à  Monts. Le débit mensuel moyen (calculé sur 14 ans pour cette station) varie de 4,51 m3/s au mois de septembre à 34 m3/s au mois de février. Le débit instantané maximal observé sur cette station est de 236 m3/s le 2 juin 2016, la hauteur maximale relevée a été de 5,56 m ce même jour,. Ce cours d'eau est classé dans les listes 1 et 2 au titre de l'article L. 214-17 du code de l'environnement sur le Bassin Loire-Bretagne. Au titre de la liste 1, aucune autorisation ou concession ne peut être accordée pour la construction de nouveaux ouvrages s'ils constituent un obstacle à la continuité écologique et le renouvellement de la concession ou de l'autorisation des ouvrages existants est subordonné à des prescriptions permettant de maintenir le très bon état écologique des eaux. Au titre de la liste 2, tout ouvrage doit être géré, entretenu et équipé selon des règles définies par l'autorité administrative, en concertation avec le propriétaire ou, à défaut, l'exploitant,. 
Sur le plan piscicole, l'Indre est classée en deuxième catégorie piscicole. Le groupe biologique dominant est constitué essentiellement de poissons blancs (cyprinidés) et de carnassiers (brochet, sandre et perche).
En 2019, la commune est membre de la communauté de communes Touraine Vallée de l'Indre qui est elle-même adhérente au syndicat d'aménagement de la vallée de l'Indre. Créé par arrêté préfectoral du 12 septembre 1985 à la suite des crues historiques de décembre 1982 et janvier 1983, ce syndicat a pour vocation d'une part l'atteinte du bon état écologique des cours d'eau par des actions de restauration de zones humides et des cours d'eau, et d'autre part de participer à la lutte contre les inondations par des opérations de sensibilisation de la population ou de restauration et d'entretien sur le lit mineur, et sur les fossés situés dans le lit majeur de l'Indre appelés localement « boires », et de l'ensemble des cours d'eau du bassin versant de l'Indre.
Une zone humide a été répertoriée sur la commune par la direction départementale des territoires (DDT) et le Conseil départemental d'Indre-et-Loire : « la vallée de l'Indre : du Moulin du Roi à la Grande Pièce »,.

### Climat
Pour des articles plus généraux, voir Climat du Centre-Val de Loire et Climat d'Indre-et-Loire.
En 2010, le climat de la commune est de type climat océanique altéré, selon une étude du CNRS s'appuyant sur une série de données couvrant la période 1971-2000. En 2020, Météo-France publie une typologie des climats de la France métropolitaine dans laquelle la commune est toujours exposée à un climat océanique altéré et est dans la région climatique  Moyenne vallée de la Loire, caractérisée par une bonne insolation (1 850 h/an) et un été peu pluvieux. 
Pour la période 1971-2000, la température annuelle moyenne est de 12,1 °C, avec une amplitude thermique annuelle de 14,6 °C. Le cumul annuel moyen de précipitations est de 657 mm, avec 10,3 jours de précipitations en janvier et 6,3 jours en juillet. Pour la période 1991-2020, la température moyenne annuelle observée sur la station météorologique de Météo-France la plus proche, sur la commune de Lignières-de-Touraine à 6 km à vol d'oiseau, est de 11,8 °C et le cumul annuel moyen de précipitations est de 700,0 mm,. Pour l'avenir, les paramètres climatiques de la commune estimés pour 2050 selon différents scénarios d'émission de gaz à effet de serre sont consultables sur un site dédié publié par Météo-France en novembre 2022.

## Urbanisme

### Typologie
Au 1er janvier 2024, Rivarennes est catégorisée commune rurale à habitat dispersé, selon la nouvelle grille communale de densité à sept niveaux définie par l'Insee en 2022.
Elle est située hors unité urbaine. Par ailleurs la commune fait partie de l'aire d'attraction de Tours, dont elle est une commune de la couronne,. Cette aire, qui regroupe 162 communes, est catégorisée dans les aires de 200 000 à moins de 700 000 habitants,.

### Occupation des sols
L'occupation des sols de la commune, telle qu'elle ressort de la base de données européenne d’occupation biophysique des sols Corine Land Cover (CLC), est marquée par l'importance des forêts et milieux semi-naturels (71,4 % en 2018), en augmentation par rapport à 1990 (51,1 %). La répartition détaillée en 2018 est la suivante : 
forêts (68,5 %), zones agricoles hétérogènes (18,8 %), zones urbanisées (4,1 %), milieux à végétation arbustive et/ou herbacée (2,9 %), terres arables (2,4 %), cultures permanentes (1,8 %), prairies (1,4 %). L'évolution de l’occupation des sols de la commune et de ses infrastructures peut être observée sur les différentes représentations cartographiques du territoire : la carte de Cassini (XVIIIe siècle), la carte d'état-major (1820-1866) et les cartes ou photos aériennes de l'IGN pour la période actuelle (1950 à aujourd'hui).

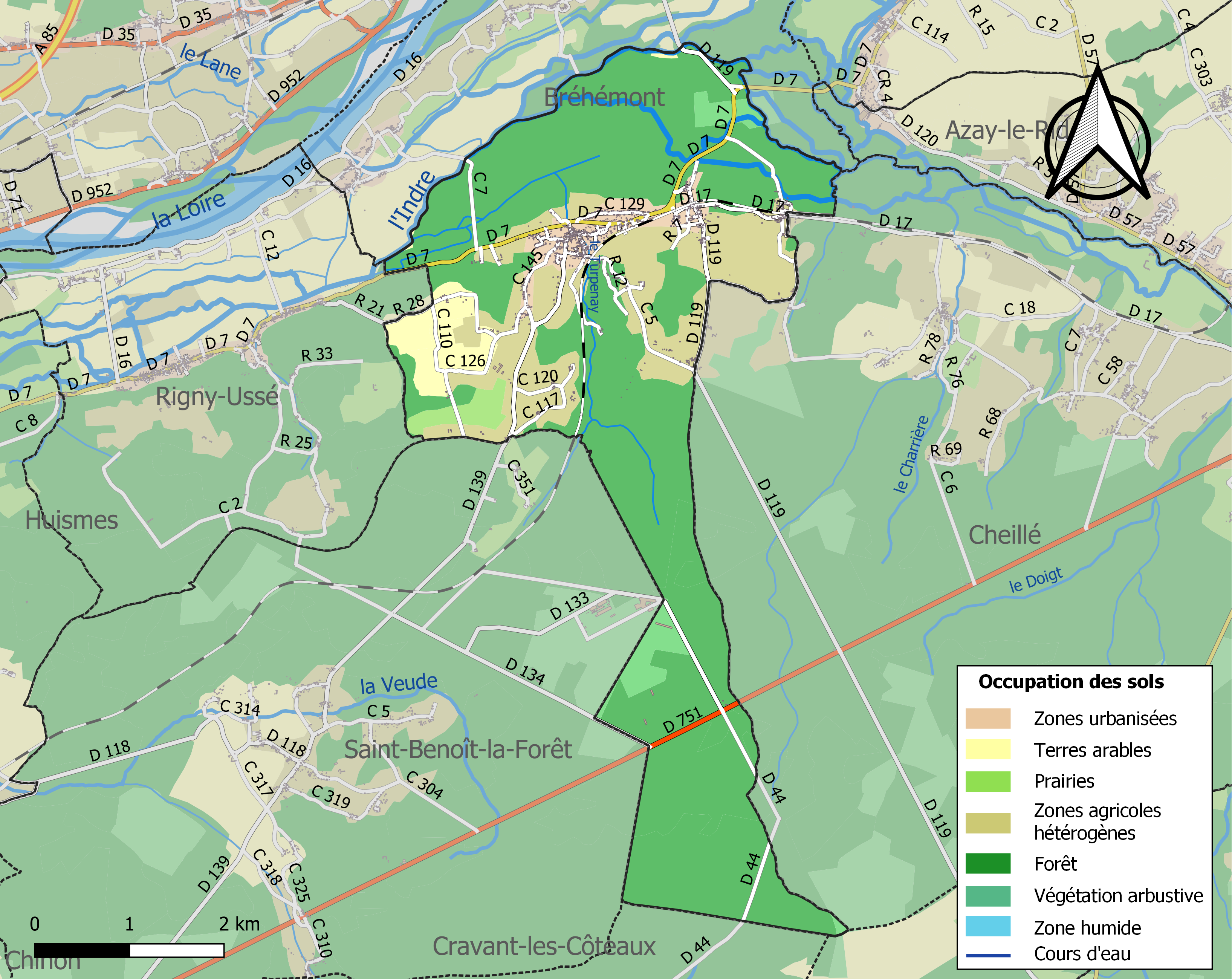
Carte des infrastructures et de l'occupation des sols de la commune en 2018 (CLC).

### Risques majeurs
Le territoire de la commune de Rivarennes est vulnérable à différents aléas naturels : météorologiques (tempête, orage, neige, grand froid, canicule ou sécheresse), inondations, mouvements de terrains et séisme (sismicité faible). Il est également exposé à un risque technologique, le risque nucléaire. Un site publié par le BRGM permet d'évaluer simplement et rapidement les risques d'un bien localisé soit par son adresse soit par le numéro de sa parcelle.

#### Risques naturels
Certaines parties du territoire communal sont susceptibles d’être affectées par le risque d’inondation par débordement de cours d'eau, notamment l'Indre. La commune a été reconnue en état de catastrophe naturelle au titre des dommages causés par les inondations et coulées de boue survenues en 1982, 1999 et 2016,.

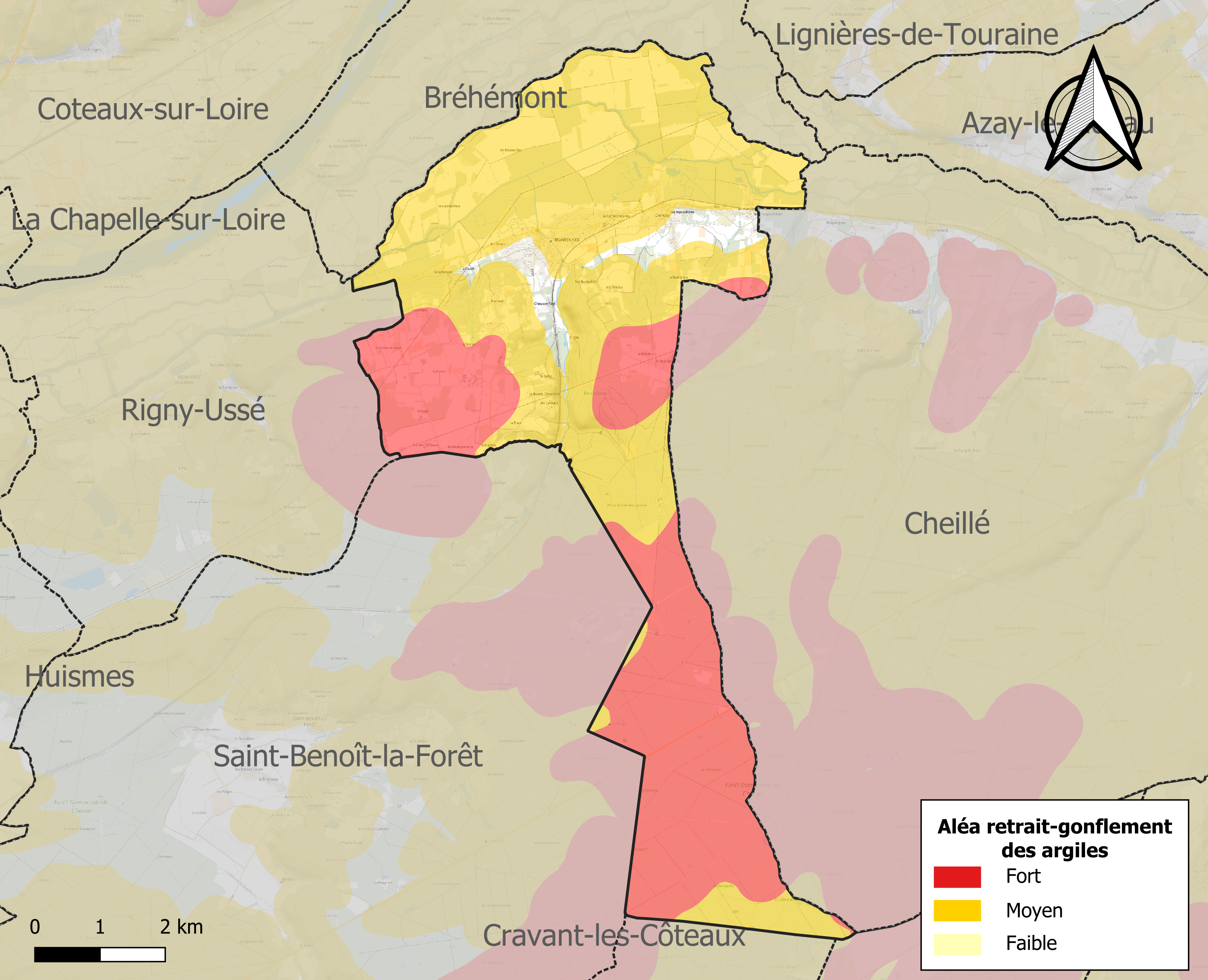
Carte des zones d'aléa retrait-gonflement des sols argileux de Rivarennes.

La commune est vulnérable au risque de mouvements de terrains constitué principalement du retrait-gonflement des sols argileux. Cet aléa est susceptible d'engendrer des dommages importants aux bâtiments en cas d’alternance de périodes de sécheresse et de pluie. 95 % de la superficie communale est en aléa moyen ou fort (90,2 % au niveau départemental et 48,5 % au niveau national). Sur les 479 bâtiments dénombrés sur la commune en 2019, 375 sont en aléa moyen ou fort, soit 78 %, à comparer aux 91 % au niveau départemental et 54 % au niveau national. Une cartographie de l'exposition du territoire national au retrait gonflement des sols argileux est disponible sur le site du BRGM,.
Concernant les mouvements de terrains, la commune a été reconnue en état de catastrophe naturelle au titre des dommages causés par la sécheresse en 1996 et par des mouvements de terrain en 1999.

#### Risques technologiques
En cas d’accident grave, certaines installations nucléaires sont susceptibles de rejeter dans l’atmosphère de l’iode radioactif. La commune étant située dans le périmètre immédiat de 5 km autour de la centrale nucléaire de Chinon, elle est exposée au risque nucléaire. À ce titre les habitants de la commune ont bénéficié, à titre préventif, d'une distribution de comprimés d’iode stable dont l’ingestion avant rejet radioactif permet de pallier les effets sur la thyroïde d’une exposition à de l’iode radioactif. En cas d'incident ou d'accident nucléaire, des consignes de confinement ou d'évacuation peuvent être données et les habitants peuvent être amenés à ingérer, sur ordre du préfet, les comprimés en leur possession.

## Toponymie
Rivarenna, mentionné dans une chronique de 887 est très probablement une évolution de *Riparenna, composé des mots latins ripa (« rive ») et arena (« sable »). Le toponyme désigne donc la rive sableuse d'un cours d'eau (l'Indre).

## Histoire
Aux temps de la féodalité, Rivarennes était un fief relevant de la famille de L'Ile-Bouchard,,,,, jusqu'au XIVe siècle. Ses seigneurs sont donc ceux de L'Isle-Bouchard : ainsi, Barthélemi IV de L'Isle-Bouchard († vers 1335), est sire de Rivarennes, puis ses fils et petit-fils Bouchard IX (ou VIII) et Jean Ier de L'Isle-Bouchard († 1415 à Azincourt). 
Mais dès 1400, on trouve comme seigneur de Rivarennes : soit Pierre III Drumas de Ste-Maure-Montgaug(i)er (arrière-petit-fils de Guillaume IV de Ste-Maure et petit-cousin de Jean Ier de L'Isle-Bouchard ; † après 1372), soit son fils Jean Ier de Ste-Maure-Montgauger († 1425 ; baron de Montgogier et de Nesle). Comment s'est fait le passage de la famille de L'Isle-Bouchard à celle de Ste-Maure-Montgoger ? On peut juste indiquer que Barthélemi IV de L'Isle-Bouchard épousa Jeanne de Ste-Maure († 1355), fille de Guillaume IV ou de Guillaume V de Ste-Maure : cette union a probablement entraîné un échange, une vente, un arrangement familial. Toujours est-il qu'on trouve désormais Rivarennes aux mains des Sainte-Maure de Montgog(i)er, puis de leurs descendants membres des familles de Baraton (vers 1496 jusqu'à la mi-XVIe siècle), de Brillouet de Riparfond(s), et de la branche cadette des Beauvau du Rivau (début du XVIIe siècle) (voir à l'article Montgauger).
Dans la deuxième moitié du XVIIe siècle, plus exactement le 20 février 1661, Rivarennes fut vendu par François de Beauvau du Rivau, marquis de Montgoger (né en 1624) à Louis Ier Bernin de Valentinay (~1627-1709 ; fils de Thomas Bernin marquis de Valentinay (v. 1595-1672), secrétaire du Roi qui acquit Ussé en 1659), marquis d'Ussé en 1700 avec les terres de Rigny-Ussé, Rivarennes et Bréhémont, époux en 1653 de Catherine Coudreau (fille d'André Ier Coudreau, maire de Tours en 1650), contrôleur général de la Maison du roi, receveur général des finances de Touraine, ami de Charles Perrault. Louis Bernin fut père de Louis II Bernin de Valentinay (1663-1740), lui-même mari en 1691 de Jeanne-Françoise Le Prestre de Vauban et père de Louis III Sébastien Bernin de Valentinay (1696-1772),.
En 1780, les lointains descendants et héritiers des Bernin de Valentinay (Anne-Claude Bonnin de La Bonninière, 2e marquis de Beaumont ; voir à l'article Ussé) vendent le marquisat d'Ussé, avec Rigny, Rivarennes et Bréhémont, aux Rohan-Guéméné-Montbazon (Jules-Hercule-Meriadec et son fils Henri-Louis-Marie de Rohan), qui le cèdent en août 1785 à Louis-Vincent Roger de Chalabre, entrepreneur de jeux et manieur d'argent lié à Marie-Antoinette9.

## Politique et administration

### Liste des maires
| Période                                  | Période   | Identité               | Étiquette | Qualité      |
| ---------------------------------------- | --------- | ---------------------- | --------- | ------------ |
| 1801                                     | 1812      | Delalande              |           |              |
| 14 décembre 1812                         | 1816      | René Véron             |           |              |
| 10 juin 1816                             | 1834      | Séverin Poirier        |           |              |
| 27 novembre 1834                         | ?         | Louis Charpentier      |           |              |
| 1873                                     | 1881      | Chebance-Guignard      |           | Propriétaire |
| janvier 1881                             | ?         | Delalande-Lécureuil    |           |              |
| 1919                                     | 1935      | Louis Turcius          |           |              |
| 1977                                     | 1983      | Gaston Turcius         |           | Gendarme     |
| mars 2001                                | mars 2008 | François Chiquet       |           |              |
| mars 2008                                | mars 2014 | Marie-Thérèse Viscière |           |              |
| mars 2014                                | En cours  | Agnès Bureau           | SE        | Employée     |
| Les données manquantes sont à compléter. |           |                        |           |              |

### Tendances politiques
| Scrutin             | Scrutin             | 1er tour | 1er tour | 1er tour | 1er tour | 1er tour | 1er tour | 1er tour | 1er tour | 1er tour | 1er tour | 1er tour | 1er tour | 2d tour | 2d tour  | 2d tour | 2d tour | 2d tour | 2d tour |
| Scrutin             | Scrutin             | 1er      | 1er      | %        | 2e       | 2e       | %        | 3e       | 3e       | %        | 4e       | 4e       | %        | 1er     | 1er      | %       | 2e      | 2e      | %       |
| ------------------- | ------------------- | -------- | -------- | -------- | -------- | -------- | -------- | -------- | -------- | -------- | -------- | -------- | -------- | ------- | -------- | ------- | ------- | ------- | ------- |
| Présidentielle 2017 | Présidentielle 2017 |          | FN       | 26,51    |          | LFI      | 24,68    |          | EM       | 18,10    |          | LR       | 14,26    |         | EM       | 57,21   |         | FN      | 42,79   |
| Présidentielle 2022 | Présidentielle 2022 |          | RN       | 31,37    |          | LREM     | 23,06    |          | LFI      | 19,74    |          | RES      | 5,35     |         | RN       | 52,99   |         | LREM    | 47,01   |
| Législatives 2022   | 4e                  |          | PS-Nupes | 33,90    |          | RN       | 29,94    |          | RE-Ens   | 20,62    |          | LR       | 7,06     |         | PS-Nupes | 64,86   |         | RE-Ens  | 35,14   |
| Législatives 2024   | 4e                  |          | RN       | 46,45    |          | PS-NFP   | 24,54    |          | RE-Ens   | 21,10    |          | LR       | 7,30     |         | RN       | 54,89   |         | PS-NFP  | 45,11   |

## Population et société

### Démographie
L'évolution du nombre d'habitants est connue à travers les recensements de la population effectués dans la commune depuis 1793. Pour les communes de moins de 10 000 habitants, une enquête de recensement portant sur toute la population est réalisée tous les cinq ans, les populations de référence des années intermédiaires étant quant à elles estimées par interpolation ou extrapolation. Pour la commune, le premier recensement exhaustif entrant dans le cadre du nouveau dispositif a été réalisé en 2004.

En 2022, la commune comptait 988 habitants, en évolution de −2,76 % par rapport à 2016 (Indre-et-Loire : +1,67 %, France hors Mayotte : +2,11 %).
| 1793 | 1800 | 1806 | 1821 | 1831 | 1836 | 1841 | 1846 | 1851 |
| ---- | ---- | ---- | ---- | ---- | ---- | ---- | ---- | ---- |
| 756  | 755  | 719  | 589  | 795  | 837  | 846  | 865  | 801  |

| 1856 | 1861 | 1866 | 1872 | 1876 | 1881 | 1886 | 1891 | 1896 |
| ---- | ---- | ---- | ---- | ---- | ---- | ---- | ---- | ---- |
| 823  | 803  | 824  | 823  | 881  | 848  | 829  | 859  | 883  |

| 1901 | 1906 | 1911 | 1921 | 1926 | 1931 | 1936 | 1946 | 1954 |
| ---- | ---- | ---- | ---- | ---- | ---- | ---- | ---- | ---- |
| 840  | 829  | 740  | 695  | 652  | 621  | 597  | 631  | 665  |

| 1962 | 1968 | 1975 | 1982 | 1990 | 1999 | 2004 | 2006 | 2009 |
| ---- | ---- | ---- | ---- | ---- | ---- | ---- | ---- | ---- |
| 674  | 725  | 723  | 687  | 712  | 713  | 759  | 802  | 995  |

| 2014  | 2019 | 2022 | - | - | - | - | - | - |
| ----- | ---- | ---- | - | - | - | - | - | - |
| 1 022 | 987  | 988  | - | - | - | - | - | - |

### Enseignement
Rivarennes se situe dans l'Académie d'Orléans-Tours (Zone B) et dans la circonscription de Chinon.
L'école maternelle accueille les élèves de la commune.

## Culture locale et patrimoine

### Lieux et monuments
- Musée de la Poire Tapée.

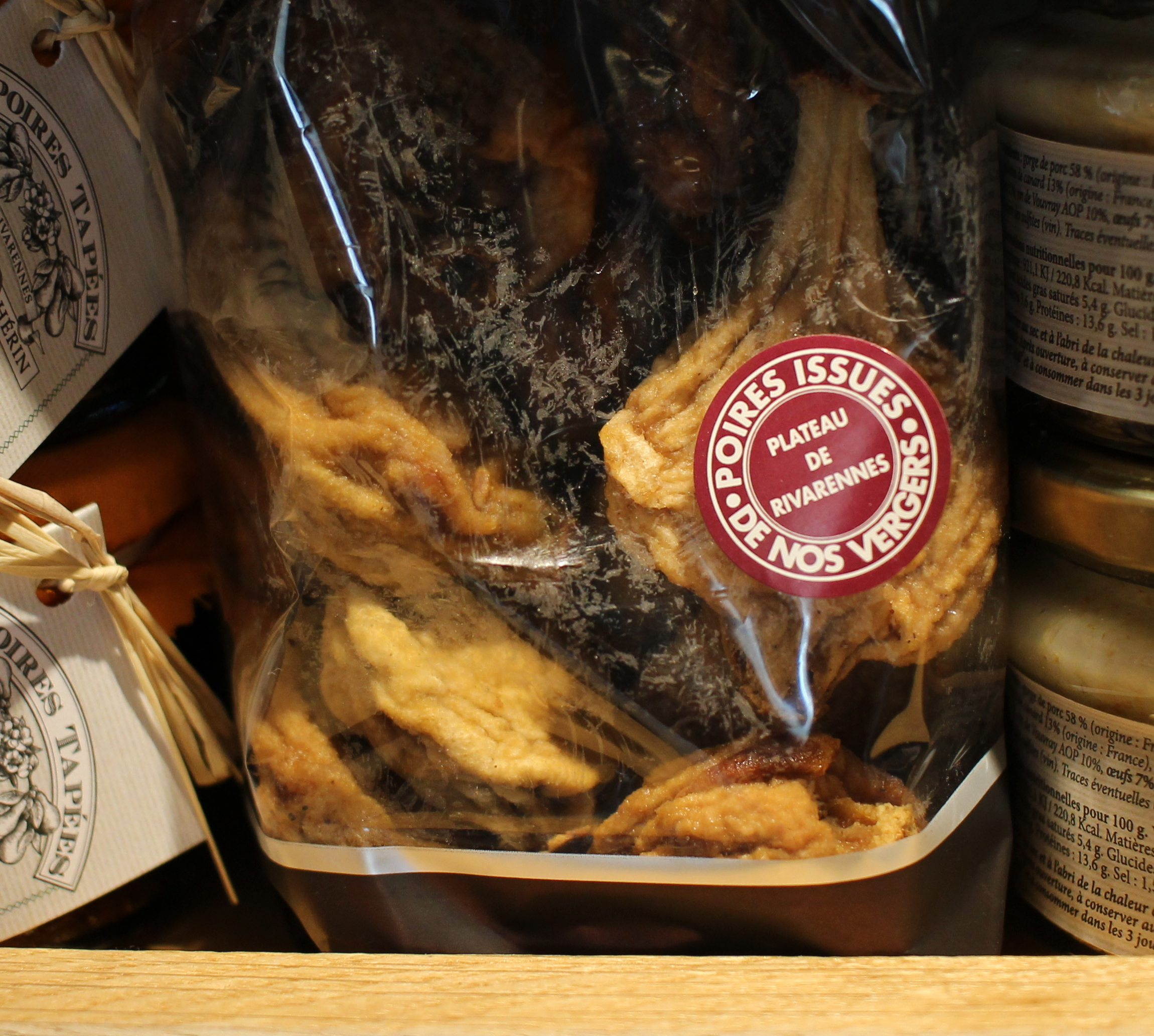
Sachet de poires tapées.

Production phare à Rivarennes au XIXe siècle, la poire tapée disparut brutalement en 1932. Une association l'a fait renaître en 1987 et cette spécialité culinaire a très vite connu le succès, ce qui a permis à deux artisans, à un CAT et au pâtissier du village de redonner à Rivarennes le titre de « Village de la poire tapée » qu'il avait au XIXe et au début du XXe siècle.
Le musée de la poire tapée est géré par l'association, qui a également planté deux vergers de vieilles variétés.
- Église Saint-Pierre : l'église Saint-Pierre de Rivarennes appartenait au IXe siècle aux chanoines de Saint-Martin de Tours. Au XIe siècle, l'abbaye de Cormery fonda un prieuré à Rivarennes et l'église entra au bénéfice du prieuré. Du XIe siècle, il ne subsiste probablement que la muraille septentrionale. La base du chevet date du XIVe siècle et l'ensemble a été restauré en 1881. Un vitrail de 1925, sur le côté nord, représente en premier plan un soldat gisant en tenue bleu horizon. L'arrière-plan montre un village en flamme et une rivière. Ce vitrail est signé Lux Fournier, peintre-verrier[49].

### Personnalités liées à la commune
Clément Nobileau, artiste contemporain né en janvier 1992 à Rivarennes. Il a notamment réalisé des tableaux célèbres comme Rusted Angel ou Sensibility.